# Тупкаленко, Василий Яковлевич
Василий Яковлевич Тупкаленко (род. 20 декабря 1919) — помощник командира взвода 49-й отдельной разведывательной роты 46-я стрелковая дивизия, 2-я ударная армия, 2-й Белорусский фронт, старший сержант на момент представления к награждению орденом Славы 1-й степени.

## Биография
Родился 20 декабря 1919 года в селе Золочев Золочевского района Харьковской области. Работал в колхозе трактористом.
В Красной Армии с 1939 года. На фронте в Великую Отечественную войну с июня 1941 года. Воевал сапёром. Участвовал в боях на Карельском перешейке. Участвовал в прорыве блокады Ленинграда.
В мае 1944 года участвовал в Выборгской операции. 29 июня 1944 года старший сержант Тупкаленко награждён орденом Славы 3-й степени.
20 сентября 1944 года он возглавил группу поиска, которая в районе города Пярну по болотистой местности вышла в тыл вражескому заслону и внезапной атакой уничтожила его. 12 октября 1944 старший сержант Тупкаленко награждён орденом Славы 2-й степени.
26 января 1945 года при взятии города Мариенбург Тупкаленко одним из первых ворвался в расположение противника, подавил огонь двух пулемётов, захватил в плен четверых солдат. 24 марта 1945 года за мужество, отвагу и героизм старший сержант Тупкаленко Василий Яковлевич награждён орденом Славы 1-й степени.
В 1945 году демобилизован. Жил в селе Россоховатое.